# Војна Баштовановић
Војна Баштовановић је српска сликарка.

## Биографија
Рођена је у Београду као ћерка амбасадора. Дипломирала је и магистрирала на Факултету ликовних уметности Универзитета уметности у Београду. Једно време је живела у Паризу и Јужној Африци што је утицало на методе и теме њеног уметничког рада. Члан је Удружења ликовних уметника Србије, учествовала је на многим самосталним и групним изложбама у Европи и Америци. Креирала је стотине квадратних метара портретних мозаика за јавне просторе, велике цркве и приватне наруџбине. Године 2016. се преселила у Тексас. Њене слике, цртежи и мозаици се налазе у многим приватним колекцијама широм света. Позната је по радовима који илуструју животиње и људе и реалистичном приказу субјеката у искривљеним апстрактним окружењима.